# Sevesokatastrofen

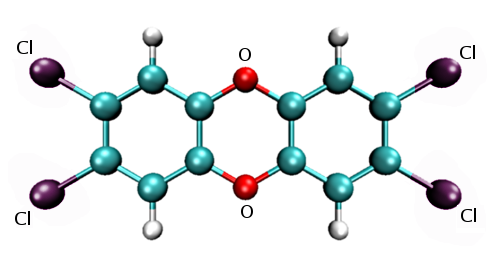
Seveso-dioxinet

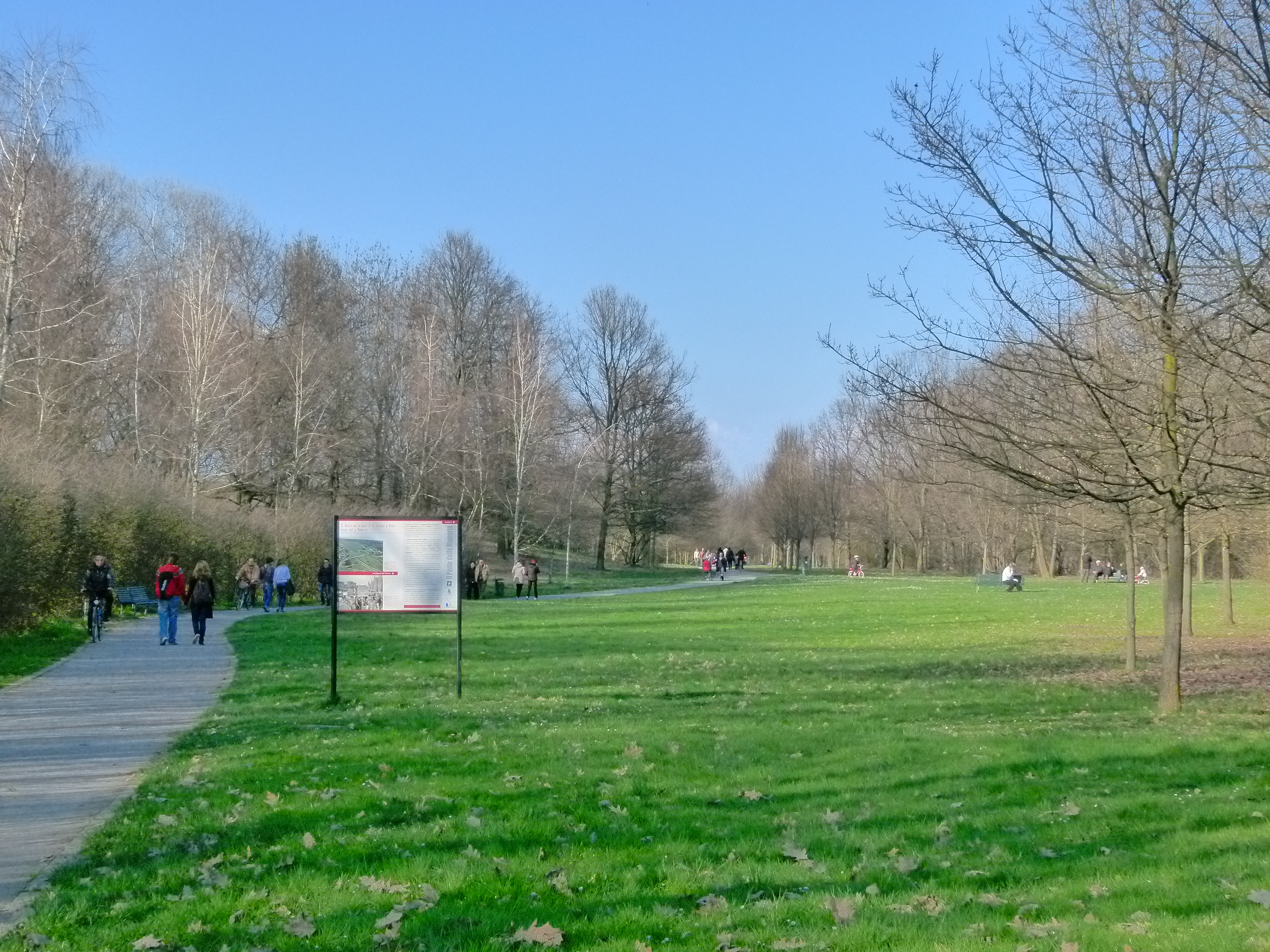
En park (Bosco delle Querce) har anlagts över det område som drabbades värst av utsläppet.

Sevesokatastrofen ägde rum i Seveso i norra Italien (cirka 25 km norr om Milano) den 10 juli 1976, när flera kilogram av dioxinet TCDD (2,3,7,8-tetraklorodibenso-p-dioxin) släpptes ut i luften från lagringstankar på en liten kemisk fabrik, ICMESA. 
Tiotusentals husdjur (inklusive inom lantbruket) dog eller blev slaktade, till följd av olyckan. Ingen människa tros ha omkommit omedelbart till följd av olyckan. Dock utvecklade flera hundra invånare klorakne och många gravida kvinnor valde att göra abort.

## Ytterligare följder
En annan av följderna blev också att Europeiska gemenskapen omarbetade sitt direktiv 82/501/EEG om risker för storolyckor i vissa industriella verksamheter för att säkerställa att allmänheten skall varnas vid katastrofer. 
Det finns även en lagstiftning i Sverige, Sevesolagstiftningen, namngiven efter denna katastrof. Lagens syfte är att förebygga och begränsa eventuella allvarliga följder av kemikalieolyckor. Cirka 720 anläggningar i Sverige omfattas av Sevesolagen.